# Pterolophia uniformis
Pterolophia uniformis là một loài bọ cánh cứng trong họ Cerambycidae.